# Ehi, sto crescendo
Ehi, sto crescendo (Oei, ik groei!)  è un film del 2023 diretto da Appie Boudellah e Aram van de Rest.
Il film è ispirato al libro di omonimo dei dottori Frank Plooij, Hetty van de Rijt e Xaviera Plooij.

## Trama
La storia di tre coppie che si destreggiano fra lavoro, carriera e relazione mentre affrontano il percorso dell'essere genitori.

## Distribuzione
Il film è stato distribuito sulla piattaforma Netflix a partire dal 9 giugno 2023.